# 小惑星の鉱業

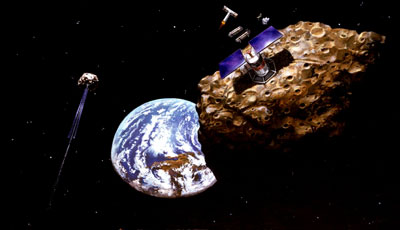
小惑星の鉱業の想像図。

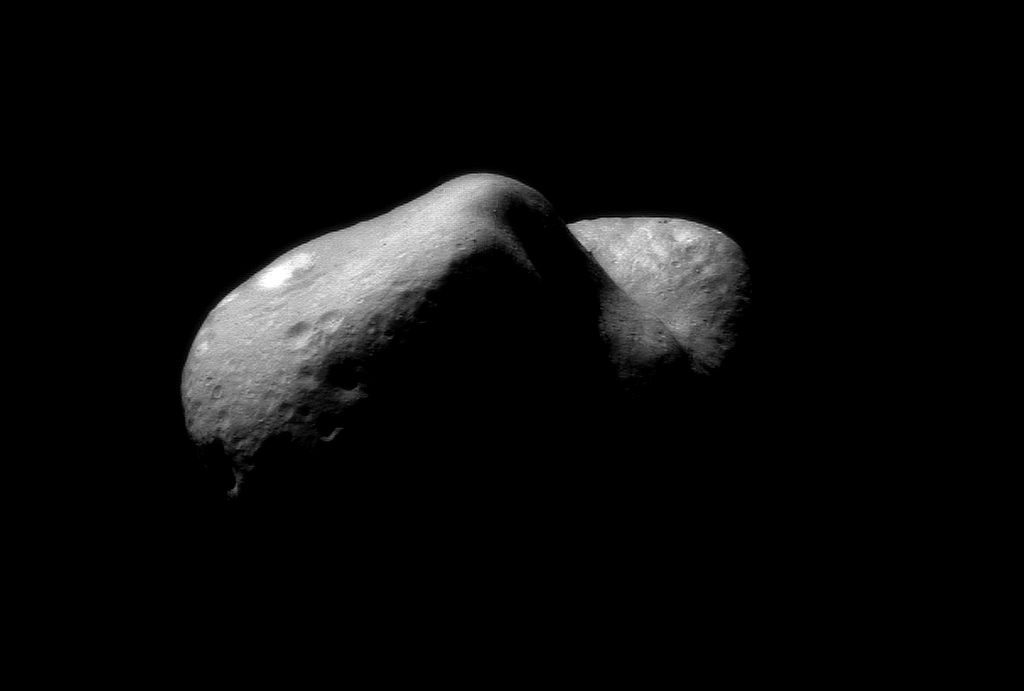
エロスは地球に近い軌道に存在するS型小惑星である。

小惑星の鉱業（しょうわくせいのこうぎょう/アストラマイニング）とは、小惑星やその他の小天体（地球近傍天体も含む）から資源を採掘すること。小惑星採掘ともいう。
小惑星や枯れた彗星から採掘できる鉱物は、宇宙で建築資材として、また地球に持ち帰って利用することができると考えられている。地球に輸送して利用可能な鉱物としては、金やイリジウム、銀、オスミウム、パラジウム、白金、レニウム、ロジウム、ルテニウム、タングステンが、宇宙で資材として使う鉱物としては鉄にコバルト、マンガン、モリブデン、ニッケル、アルミニウム、チタンといったものがある。
宇宙飛行コストが高いこと、ならびに採掘に適した小惑星の特定や、実際の採掘方法といった課題があることから、2021年現在では地球上での採掘のみが資源を得る唯一の手段となっている。もし宇宙計画への投資が大きく上昇すれば、この状況が変化して宇宙開発全般も含めた小惑星の鉱業の研究が進み、資源枯渇へと向かう地球の将来にも影響を与えることになるかもしれない:47f 。しかしながら、小惑星の鉱業が惑星の資源枯渇を補えるほどの規模と種類に達し得るかについては、まだ不明確である。

## 小惑星の有する資源
小惑星が持つ資源は用途別に次の3つに大別される。
- 宇宙空間で利用される消費財 - ロケット燃料や呼吸・飲用としての水・酸素・アンモニア・メタンなど地球上では価値は低いが輸送が困難な宇宙空間では高い価値を有するもの 彗星に多く含まれる。
- 宇宙空間で利用される建築資材 - 月のレゴリスやM形小惑星の鉄・ニッケルなど地球上では価値は低いが輸送が困難な宇宙空間では高い価値を有するもの 月や多くの小惑星が利用できる。
- 地上においても高い価値を有する資源 - 金・銀・プラチナ・インジウムなど希少金属。M形小惑星に多く含まれる[6]が、あくまで地球の地殻と比べてであり、隕鉄の分析から金はおよそ5ppmほど、Pt:Ir:Auで存在比は6:1.5:1ほどと推定される[7]。また星によっても濃度に差があると考えられる。このため精錬なしで地上に持ち帰るのは非現実的である。ちなみに金の濃度は地球の地殻に平均して0.0015ppmあり、金鉱山として経済的に成り立つには平均して1,000キログラムあたり0.5グラムの金を産出する必要がある。典型的な鉱山では、露天掘りで1 - 5グラム/1000キログラム (1 - 5ppm)、通常の鉱山で3グラム/1,000キログラム (3ppm) 程度である。

| 小惑星名             | 推定価値（10億$） | 推定利益（10億$） | {\displaystyle \Delta V(km/s)} | 組成                                               |
| -------------------- | ----------------- | ----------------- | ------------------------------ | -------------------------------------------------- |
| (162173) リュウグウ  | 83                | 30                | 4.663                          | ニッケル、鉄、コバルト、水、窒素、水素、アンモニア |
| (10302) 1989 ML      | 14                | 4                 | 4.889                          | ニッケル、鉄、コバルト                             |
| (4660) ネレウス      | 5                 | 1                 | 4.987                          | ニッケル、鉄、コバルト                             |
| (101955) ベンヌ      | 0.7               | 0.2               | 5.096                          | 鉄、水素、アンモニア、窒素                         |
| (65803) ディディモス | 62                | 16                | 5.162                          | ニッケル、鉄、コバルト                             |
| (436724) 2011 UW158  | 7                 | 2                 | 5.189                          | プラチナ、ニッケル、鉄、コバルト                   |
| (1943) アンテロス    | 5,570             | 1,250             | 5.440                          | ケイ酸マグネシウム、アルミニウム、鉄 ケイ酸        |
| (98943) 2001 CC21    | 147               | 30                | 5.636                          | ケイ酸マグネシウム、アルミニウム、鉄 ケイ酸        |
| 1992 TC              | 84                | 17                | 5.648                          | ニッケル、鉄、コバルト                             |
| (194406) 2001 SG10   | 3                 | 0.5               | 5.880                          | ニッケル、鉄、コバルト                             |
| (16) プシケ          | 27.67             | 1.78              | -                              | ニッケル、鉄、コバルト、金                         |

## 企業
小惑星の鉱業に関する事業を実施している企業や組織を列挙する。
- プラネタリー・リソーシズ (Planetary Resources)
- ディープ・スペース・インダストリーズ (Deep Space Industries)
- アストロフォージ (AstroForge)
- アステロイド・マイニング (Asteroid Mining Corporation)